# 奈尼塔尔总督府
奈尼塔尔总督府（Raj Bhavan）是印度北阿坎德邦的夏季总督府，位于奈尼塔尔。在英属印度时期,奈尼塔尔为联合省及西北省的夏季省会。该建筑由英国人修建，采用苏格兰哥特式城堡风格，名为政府大楼（"Government House"）。 奈尼塔尔总督府于1897年4月动工，两年后建成。奈尼塔尔总督府的设计者是建筑师史蒂文斯。1947年独立后，改名为总督府。

奈尼塔尔总督府占地 205 英亩，包括一个占地 45 英亩的高尔夫球场。它有75个房间。奈尼塔尔总督府的高尔夫球场建于1936年，是印度的老式高尔夫球场之一。它还设有花园和游泳池。在独立以后，北方邦第一任总督沙拉金尼·奈都, 是这座历史古迹的第一位居住者。